# Barzó Endre
Barzó Endre (Nyíregyháza, 1898. május 5. – Nagykálló, 1953. augusztus 25.) magyar festő és grafikus.

## Élete és munkássága
Barzó Mihály (1857–1909) és Kelemen Anna (1865–1937) második gyermekekeként született Nyíregyházán. Apja a város meghatározó építőmestere, téglagyárosa volt.
Iskoláit Nyíregyházán végezte. Az érettségi után (1916) beiratkozott a Képzőművészeti Főiskola rajztanári szakára, ahol 1921-ben rajztanári oklevelet szerzett. Itt kezdetben Révész Imre tanítványa volt, 1918-ban vele együtt utazott Nagybányára. Az ott töltött idő emléke a Házak patakparton című, derűs hangulatú festménye, mely ma a Jósa András Múzeum gyűjteményét gazdagítja.
A főiskola átszervezését követően Benkhard Ágost növendéke lett, később is őt vallotta mesterének. A főiskola elvégzése után néhány évig Benkhard tanársegédje volt. A miskolci művésztelep megalakulásától (1921) kezdve 1928-ig az év nagy részét a telepen töltötte.
Korai művei gondos természettanulmányok. Leginkább a fény problémája foglalkoztatta ebben az időben, a napkelte, napnyugta vagy a fényszitálás. Gyakoriak nála az ellenfényben megfogalmazott tájképek, melyek hol drámaiságot, hol nyugalmas szépséget jelenítenek meg. Ezekre kitűnő példa a Miskolci táj templomtoronnyal (1925) vagy az Országúton (1927) című képei. Figurális művei biztos rajztudásról tanúskodnak. Aktkompozíciói könnyedek, légiesek, szimbolikus mellékmotívumokkal hangszereltek. Akt fekete macskával (1927). Festményeinek gazdag tónusvilágát és finom színátmeneteit a kortárs kritika is rendszeresen méltatta.
1923-ban Diákotthon című képét a MEFHOSZ-nak a Nemzeti Szalonban megrendezett kiállításán a KÉVE művészegyesület tízezer koronás díjjal jutalmazta, a művet Budapest székesfőváros vásárolta meg.
A következő évben a Képzőművészeti Társulat tavaszi kiállításán Tájkép című művével elnyerte a KÉVE 1 millió koronás díját. 1925-ben a KÉVE művészegyesület rendes tagjává választotta, ettől az évtől kezdve rendszeresen szerepelt a Nemzeti Szalon kiállításain.
1927-ben megvált a Képzőművészeti Főiskolától, hogy életét teljes mértékben a festészetnek szentelhesse. A miskolci művésztelepre azonban még visszalátogatott, és Benkhardtal együtt részt vett a Miskolci Művészek Társaságának a megalapításában.
1928-tól kezdődően stíluskeresés érezhető műveiben. Továbbra is a fény ábrázolása áll érdeklődése központjában, de kifejezésmódja lényegesen átalakul. Pár munkáján Van Gogh ecsetkezelésére emlékeztető jegyek jelennek meg, máshol a Cézanne-i szerkesztettség érvényesül.
Ugyanebben az évben elnyerte a Szinyei Merse Pál Társaság Nemes Marcell-féle külföldi utazási ösztöndíját, mely pár hónapos olaszországi tartózkodást tett lehetővé számára. Feltehetően itt került a római iskola hatása alá, mely művészetében radikális változást eredményezett.
Ekkortól fogva jelennek meg művészetében a városképek. Képzeletgazdag, álomszerű kompozíciók kerülnek ki ecsetje alól: Elképzelt város, Múlt és jelen, Holdfényes éj, Önarckép.  A kezdeti pasztózus ecsetkezelés, a finom reflexek hirtelen eltűnnek képeiről, hogy átvegye a helyüket a dekoratív síkszerűség. Ennek a korszakának a termését az Ernst Múzeumban mutatta be 1931-ben, kiváltva a szakma élénk érdeklődését.
Nemzetközi elismerésben is részesült: 1929-ben a Falu vasárnapja című képét Barcelonában aranyéremmel tüntették ki.
A harmincas évek elején rendszeresen részt vett a Nemzeti Szalon és az Ernst Múzeum tárlatain. Nyaranta többször megfordult Tihanyban, rendszerint Fónyi Géza és Bartha László társaságában.
1932 után felhagy a novecentós stílussal. Tépelődő karaktere új utakra viszi, mélyebb művészi tartalmak kifejezésére vágyott. Új stílusa pályája végéig érvényben marad: képeit nyugtalan ecsetkezelés, sötét – barnákra, szürkékre és feketékre hangolt– színvilág és drámai hatás jellemzi.
Ötévi hallgatás után 1937-ben részt vett a Műcsarnok Nemzeti Képzőművészeti Kiállításán. Fehér házak című festményét a Szépművészeti Múzeum vásárolta meg.
Ugyanebben az évben szülővárosa megrendelésére megfestette Bencs Kálmán (1884–1934) nyíregyházi polgármester térdképét.
1939-től kezdve elkezdett pasztellezni. 1940-ben az UME kiállításán 19 képét mutatta be.
1942-ben ismét az UME szervezésében, a Nemzeti Szalonban megrendezett tárlaton egy 30 képből álló kollekcióval szerepelt.
1944-ben az Almássy-Teleki Éva Művészeti Intézetben megrendezett (Ernst Múzeum) csoportkiállításon Benedek Jenő, Fónyi Géza, Miháltz Pál, ilosvai Varga István, Jálics Ernő, Kerényi Jenő és borbereki Kovács Zoltán társaságában szerepelt.
A II. világháború okozta testi, lelki traumák, valamint romló egészségi állapota visszavonulásra késztették. 1945 tavaszán végleg hazaköltözött. Idővel egyre zárkózottabbá, emberkerülőbbé vált. 1948-ban még beküldte műveit a Benkhard Ágost által szervezett Miskolc 25 éve a magyar festőművészetben című tárlatra, de a megnyitón személyesen nem jelent meg.
1953. augusztus 25-én halt meg a nagykállói ideggyógyintézetben.
Képeinek jelentős része magántulajdonban található.

## Társasági tagsága
- KÉVE
- Magyar Képzőművészek Szabad Szervezete
- Miskolci Művészek Társasága
- UME
- Munkácsy-céh

## Kiállításai (válogatás)
- 1923 Ernst Múzeum, Budapest
- 1925 Nemzeti Szalon, Budapest
- 1927 Műcsarnok, Budapest
- 1927 Lengyel Képzőművészeti Társulat palotája, Varsó
- 1928 Műcsarnok, Budapest
- 1928 Miskolci Művészek Társaságának kiállítása, Miskolc
- 1929 Nemzeti Szalon, Budapest
- 1929 Barcelonai Nemzetközi Kiállítás, Barcelona
- 1931 Ernst Múzeum, Budapest
- 1932 Ernst Múzeum, Budapest
- 1934 Ernst Múzeum, Budapest
- 1937 Nemzeti Szalon, Budapest
- 1944 Almássy-Teleki Éva kiállítási intézmény (Ernst Múzeum), Budapest
- 1948 Országos Magyar Képzőművészeti Főiskola Miskolci Művésztelepe, Miskolc

## Művei közgyűjteményekben
- Jósa András Múzeum, Nyíregyháza
- Magyar Nemzeti Galéria, Budapest
- Herman Ottó Múzeum, Miskolc
- Szombathelyi Képtár, Szombathely